# Он (От Виен)
Он (на френски: Augne) е община в департамент От Виен, регион Нова Аквитания, Франция. Има население от 109 души и обща площ от 17,59 km2. Намира се на 314 – 614 m надморска височина. Пощенският ѝ код е 87120.